# St. Dionysius und Ägidius

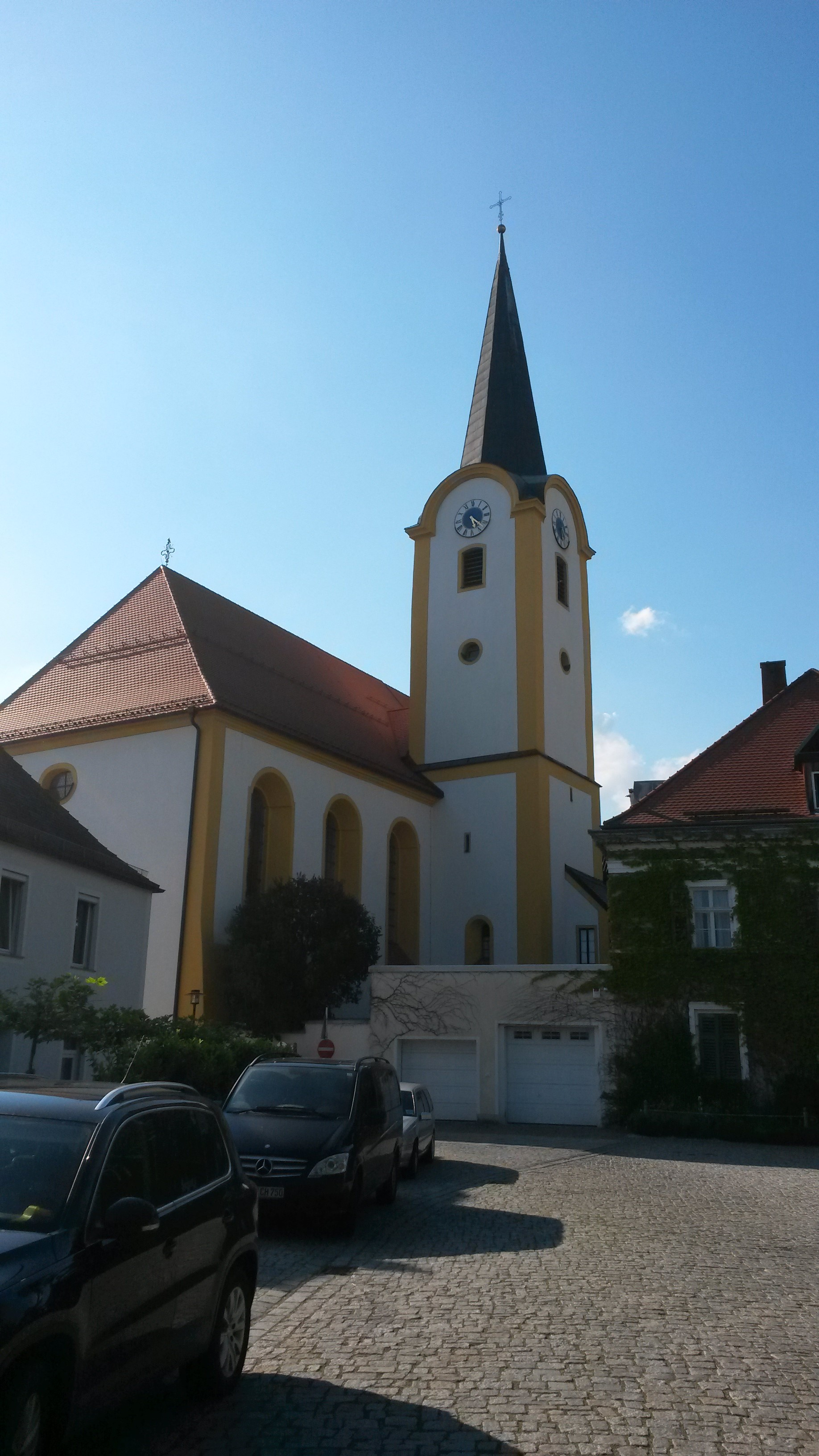
Außenansicht St. Dionysius und Ägidius (Schwarzenfeld)

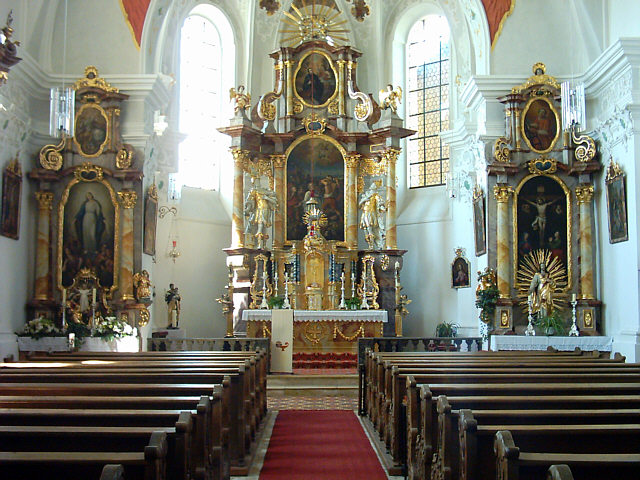
Inneres

St. Dionysius und Ägidius (umgangssprachlich Dionyskirche oder Alte Kirche) ist eine katholische Kirche im oberpfälzischen Schwarzenfeld. Es handelt sich dabei um die alte Pfarrkirche der Pfarrei Schwarzenfeld. Sie gehört zum Dekanat Nabburg.

## Geografie
Die Kirche befindet sich in der Ortsmitte von Schwarzenfeld, in der Schlossstraße. In direkter Nachbarschaft befindet sich auch das Schloss Schwarzenfeld.

## Geschichte
Die Kirche wurde 1326 erstmals urkundlich erwähnt. 1433 wurde die Kirche durch die Hussiten zerstört. Danach wurde sie wieder aufgebaut. Den Dreißigjährigen Krieg überstand sie unbeschadet. Am 2. Mai 1707 brannte sie abermals ab. Sie wurde danach im Barockstil wiedererrichtet. Die heutige Baugestalt erhielt sie nach weiteren Beschädigungen in den 1750er Jahren. Zwischen 1987 und 1989 wurde die Kirche einer umfassenden Renovierung unterzogen.

## Architektur und Ausstattung
Die Dionyskirche ist eine kleine Saalkirche mit polygonalem Abschluss. Der Glockenturm mit Kegelhaube ist seitlich angefügt. Im Gegensatz zum schlichten Äußeren steht die reiche Innenausstattung. Sie umfasst qualitätvolle Altarretabel des Barock und Deckenfresken des Rokoko. Dabei stehen die Kirchenpatrone Dionysius Areopagita – traditionsgemäß gleichgesetzt mit Dionysius von Paris – und Ägidius im Mittelpunkt.
Die Fresken werden Johann Michael Wild zugeschrieben. Während der Stuck und die pastellfarbenen Fresken aus der Zeit um 1760 stammen, sind die drei Altäre wesentlich strenger gehalten. Daher wird davon ausgegangen, dass sie bereits zwischen 1725 und 1730 errichtet wurden. Dasselbe gilt für die Kanzel, die auf ca. 1722 datiert wird. Das Hochaltarbild zeigt den Hauptpatron der Kirche, den heiligen Dionysius. Der älteste Bauteil der Kirche befindet sich an der Südwand im Turm, dort ist noch ein gotisches Fenster erhalten, das aus dem Vorgängerbau stammen muss.

## Sonstiges
Im Turm der Kirche befindet sich seit 1999 das Schwarzenfelder Turmmuseum, in dem sakrale Gegenstände wie Gebetbücher, Heiligenbilder, Rosenkränze und Weihnachtskrippen aus dem 19. und 20. Jahrhundert ausgestellt sind. Auch heute ist die Kirche noch für Hochzeiten, Taufen und ähnliche Anlässe in Gebrauch. Des Weiteren wird hier jeden Montag um 17:30 Uhr die heilige Messe gefeiert.

## Fotogalerie

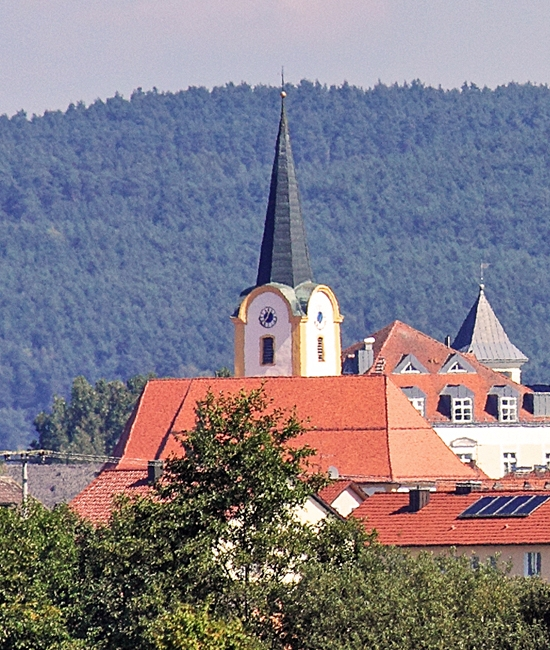
St. Dionysius und Ägidius, Schwarzenfeld
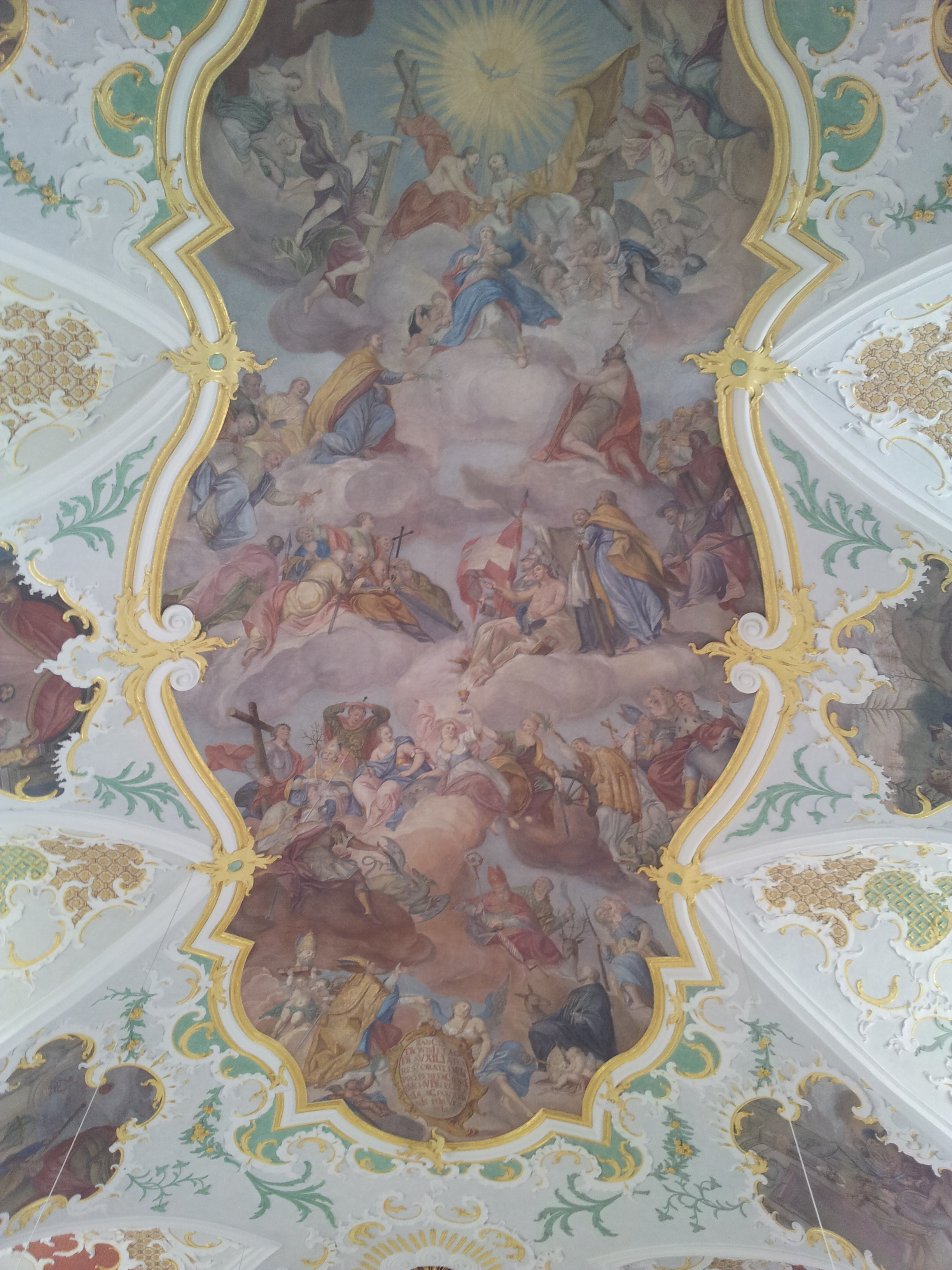
Deckengemälde
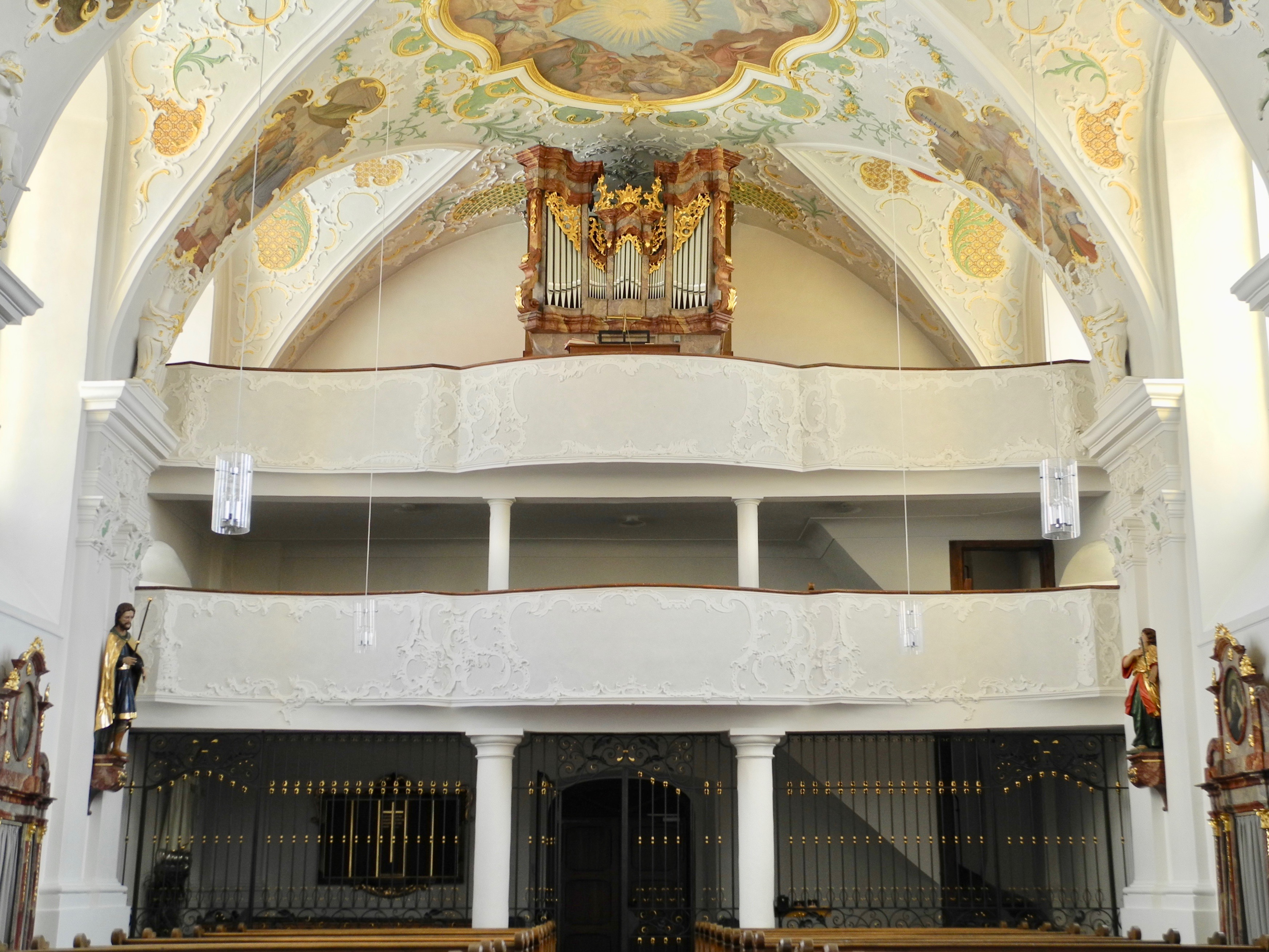
Empore mit der Andreas Weiß zugeschriebenen Orgel, ca. 1760.
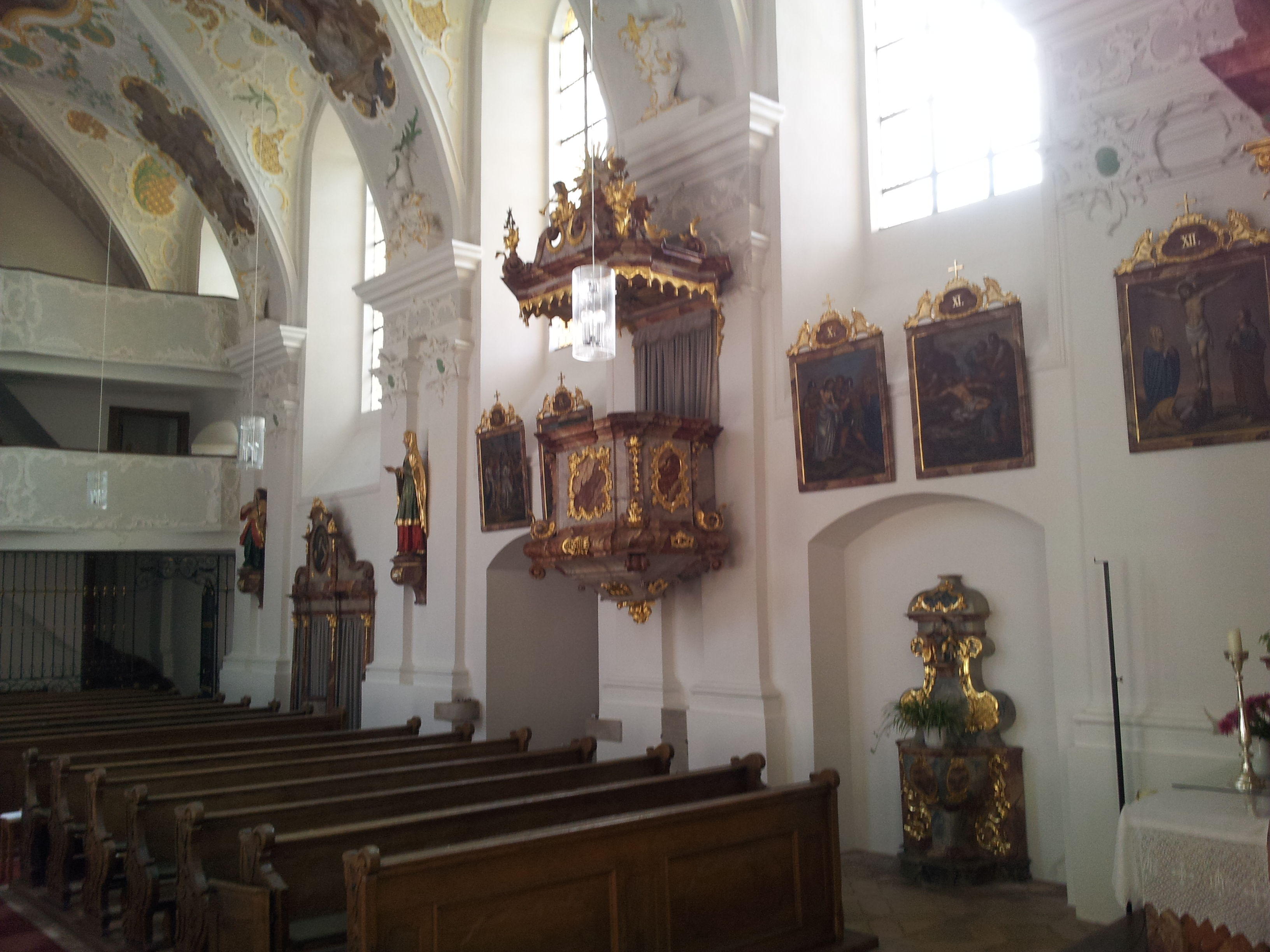
Kanzel